# Neptis naga
Neptis naga är en fjärilsart som beskrevs av Robert Christopher Tytler 1915. Neptis naga ingår i släktet Neptis och familjen praktfjärilar. Inga underarter finns listade i Catalogue of Life.